# Grande omento
Il grande omento, o grande epiploon, è una porzione della sierosa peritoneale collocata, al pari di quest'ultima, nella grande cavità addominale.

## Struttura anatomica
Costituisce una sorta di grembiule che si deposita sulle anse intestinali, e può essere distinto in una parte superiore, il legamento gastrocolico e una parte inferiore, il grembiule omentale. Il legamento gastrocolico si dirige dalla grande curvatura dello stomaco al colon trasverso ed è formato da due foglietti peritoneali accollati che rappresentano la diretta continuazione del peritoneo viscerale che riveste le pareti anteriore e posteriore dello stomaco. Il grembiule omentale si estende in basso al davanti delle anse dell'intestino tenue e si forma in seguito alla discesa dei due foglietti del legamento gastrocolico dal davanti delle anse dell'intestino tenue per una distanza variabile. I due foglietti ripiegano poi posteriormente e procedono a ritroso risalendo fino a raggiungere la faccia anteriore del colon trasverso, dove terminano fondendosi col peritoneo viscerale del colon trasverso e con il mesocolon trasverso, dal quale possono tuttavia essere separati.
La porzione inferiore del grande omento rappresentata dal grembiule omentale è così costituita dalla coalescenza di quattro lamine: le due esterne rappresentano la continuazione del peritoneo viscerale che ha rivestito la parete anteriore dello stomaco e costituito il foglietto anteriore del legamento gastrocolico; le due interne rappresentano la continuazione del peritoneo viscerale che ha rivestito la parete posteriore dello stomaco e costituito il foglietto posteriore del legamento gastrocolico. Il grande omento è in genere sottile e si può presentare fenestrato; contiene una quantità variabile di tessuto adiposo che può essere molto abbondante nei soggetti obesi. Può limitare l'estensione di eventuali infezioni nella cavità peritoneale ed è in grado di circoscrivere processi infiammatori od occludere perforazioni di visceri cavi, opponendosi alla fuoriuscita del loro contenuto. E una struttura riccamente vascolarizzata: la lamina anteriore è irrorata dalla due arterie gastroepiploiche destra e sinistra che si anastomizzano a livello della grande curvatura; la lamina posteriore è vascolarizzata dai rami epiploici delle arterie gastroepiploiche, che si anastomizzano attraverso l'arcata sottocolica. Le vene, voluminose, seguono il decorso dei vasi arteriosi e sono provviste di valvole. I vasi linfatici fanno capo ai linfonodi sottopilorici, retropilorici e pancreaticosplenici, rappresentati dai linfonodi pancreatici sul margine superiore del pancreas e dai linfonodi splenici lungo il decorso dei vasi splenici. Tra la pagina anteriore e posteriore del grande omento si situa una fessura, il recesso inferiore della borsa omentale, che rappresenta inizialmente una espansione inferiore della borsa omentale.
Dopo i due anni di età il recesso inferiore della borsa omentale viene chiuso da tessuto connettivo, che si situa tra le pagine. Quindi il pavimento della borsa omentale sarà costituito dal mesocolon trasverso.

## Funzioni
Il grande omento non sembra svolgere particolari funzioni: su di esso si accumula dell'adipe, che può svolgere blande funzioni di difesa per gli organi addominali. Inoltre funge da stabilizzatore alle strutture viscerali presenti al suo interno.
Negli obesi, gran parte dell'adipe addominale, oltre a localizzarsi nel tessuto sottocutaneo, va ad accumularsi anche a livello del grande omento, contribuendo alla caratteristica forma dell'addome di questi soggetti.